# Томас Тредголд
Томас Тредголд (англ. Thomas Tredgold, 22 серпня 1788, Брандон, графство Дарем, Англія — 28 січня 1829, Лондон, Англія) — англійський інженер і архітектор, автор одних з найперших праць з залізничного транспорту та першого підручника з використання чавуну у будівництві (1824), одного з найперших у Британії підручників з теслярства (1820). Його визначення цивільного будівництва лягло в основу статуту Інституту цивільних інженерів Великої Британії.

## Біографія
Народився на півночі Англії, у Брандоні. З 14 років був учнем тесляра. Потім навчався у Лондоні, в архітектора Аткінсона. У 1808 році він поїхав до Шотландії і, пропрацювавши там підмайстром протягом п'яти років, працевлаштувався в Лондоні архітектором. В 1823 році він почав вести власний будівельний інженерний бізнес, але значну частину свого часу він присвячував підготовці своїх інженерних підручників, які стали широко відомими.

## Сім'я
Був одружений, мав 3 дочок та сина на ім'я Томас, який працював інженером у Ост-Індійській компанії у Калькуті.

## Праці
Побудував велику оранжерею у Сіонгоузі.

## Твори

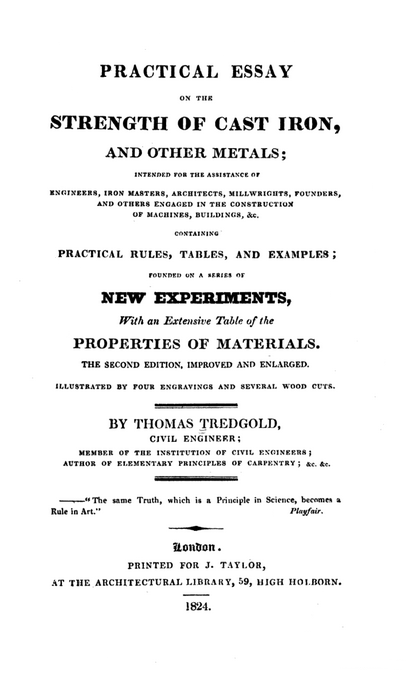
Фронтиспіс книжки Т. Тредголда «Практичний нарис з міцності чавуну та інших металів» — першого підручника з використання чавуну у будівництві.

- Elementary principles of carpentry (1 вид., 1820, 7 вид., Лондон, 1886);
- Practical Treatise on the Strength of Cast Iron and other Metals (1824),
- Principles of Warming and Ventilating Public Buildings (1824),
- Practical Treatise on Railroads and Carriages (1825),
- The steam-engine (3 т., 1 вид. 1827; 2 вид. 1853).

## Виноски
1. 1 2 3  Deutsche Nationalbibliothek Record #11763526X // Gemeinsame Normdatei — 2012—2016.
2. 1 2 3  Bibliothèque nationale de France BNF: платформа відкритих даних — 2011.
3. 1 2  SNAC — 2010.
4. 1 2   Chisholm, Hugh, ed. (1911). «Tredgold, Thomas». Encyclopædia Britannica. 27 (11th ed.). Cambridge University Press. (англ.)
5. ↑   Carlyle, Edward Irving (1899). «Tredgold, Thomas». In Lee, Sidney (ed.). Dictionary of National Biography. 57. London: Smith, Elder & Co. (англ.)